# Ramoulu
Ramoulu ist eine französische Gemeinde mit 246 Einwohnern (Stand: 1. Januar 2022) im Département Loiret in der Region Centre-Val de Loire. Sie gehört zum Kanton Le Malesherbois und zum Arrondissement Pithiviers. 
Sie grenzt im Norden an Césarville-Dossainville, im Nordosten an Le Malesherbois mit Manchecourt, im Südosten an Aulnay-la-Rivière, im Süden an Estouy, im Südwesten an Marsainvilliers und im Westen an Engenville. 

## Bevölkerungsentwicklung
| Jahr      | 1962 | 1968 | 1975 | 1982 | 1990 | 1999 | 2008 | 2018 |
| --------- | ---- | ---- | ---- | ---- | ---- | ---- | ---- | ---- |
| Einwohner | 245  | 211  | 192  | 196  | 200  | 218  | 255  | 251  |